# Antenne Pulheim
Antenne Pulheim ist ein privater Radiosender aus Pulheim im nordrhein-westfälischen Rhein-Erft-Kreis.

## Geschichte
Antenne Pulheim nahm am 2. März 2017 den Betrieb auf und sendet seitdem rund um die Uhr. Betreiber ist die Central FM Media GmbH aus Pulheim.
Die Sende-Antenne wurde am ehemaligen Walzwerk an der Rommerskirchener Straße in der Pulheimer Innenstadt (heute Gewerbe- und Kulturzentrum) errichtet. Sie strahlt das Programm mit 40 Watt Sendeleistung aus.
Seit dem 16. Februar 2025 sendet Antenne Pulheim vom Pulheimer Bahnhof mit 80 Watt Sendeleistung.

## Programm
Über UKW 97,2 MHz bringt Antenne Pulheim Lokalnachrichten, Berichte aus Pulheim und Interviews. Musikalisch gibt es Hits der 70er bis 90er, aktuelle Titel und rheinische Originale.
Zu hören ist der Sender vom Kölner Norden bis nach Leverkusen. Überregional ist Antenne Pulheim via Live-Stream zu empfangen.